# 沙地阿拉發
是一部2016年的喜劇電影，由湯·泰華執導、編劇和配樂，改編自戴夫·艾格斯的2012年同名小說。主演湯·漢斯飾演一名事業失敗的公司業務員，去了沙地阿拉伯提出一筆生意。
其他演員有希德斯·巴貝特·克努德森、湯姆·史基瑞和莎莉塔·喬杜芮。本片由法國、德國、開曼群島、墨西哥和美國共同製作。本片於2016年4月22日上映。

## 演員
- 湯·漢斯 飾 Alan Clay
- 亞歷山大·布萊克（英语：Alexander Black (actor)） 飾 Yousef
- 莎莉塔·喬杜芮（英语：Sarita Choudhury） 飾 Zahra
- 希德斯·巴貝特·克努德森（英语：Sidse Babett Knudsen） 飾 Hanne
- 賓·韋沙 飾 Dave
- 湯姆·史基瑞（英语：Tom Skerritt） 飾 Ron
- Tracey Fairaway 飾 Kit
- 大衛·麥金（英语：David Menkin） 飾 Brad
- Khalid Laith 飾 Karim Al-Ahmed
- 羅夫·薩克森 飾 Joe Trivoli
- 杰·阿布多（英语：Jay Abdo） 飾 Dr. Hadad
- 達佛·利阿比丁（英语：Dhaffer L'Abidine） 飾 Hassan
- 艾蜜拉·艾爾·薩伊德（英语：Amira El Sayed） 飾 Maha

## 外部連結
- 官方网站
- 互联网电影数据库（IMDb）上《沙地阿拉發》的资料（英文）
- Box Office Mojo上《沙地阿拉發》的資料（英文）
- 豆瓣电影上《沙地阿拉發》的資料 （简体中文）
- 爛番茄上《沙地阿拉發》的資料（英文）
- Metacritic上《沙地阿拉發》的資料（英文）